# Fraktionaler Laplace-Operator
In der Mathematik  ist der fraktionale Laplace-Operator ein Operator, der die Vorstellung der räumlichen Ableitungen des Laplace-Operators  auf fraktionale Potenzen verallgemeinert. Dieser Operator wird oft verwendet, um bestimmte Arten von partiellen Differentialgleichungen zu verallgemeinern. Zwei Beispiele sind  und , bei denen bekannte partielle Differentialgleichungen, die den Laplace-Operator enthalten, durch die fraktionale Version ersetzt werden.
In der Literatur variiert die Definition des fraktionalen Laplace-Operators oft, aber meistens sind diese Definitionen äquivalent. Im Folgenden findet sich eine kurze Übersicht, die von M. Kwaśnicki bewiesen wurde.

## Definition
Sei {\displaystyle p\in [1,\infty )},{\displaystyle {\mathcal {X}}:=L^{p}(\mathbb {R} ^{n})} und {\displaystyle s\in (0,1)}.

### Fourier-Definition
Wenn wir uns weiter auf {\displaystyle p\in [1,2]}, beschränken, erhalten wir
{\displaystyle (-\Delta )^{s}f:={\mathcal {F}}_{\xi }^{-1}(|\xi |^{2s}{\mathcal {F}}(f))}
Diese Definition verwendet die Fourier-Transformation für {\displaystyle f\in L^{p}(\mathbb {R} ^{n})}. Diese Definition kann auch durch das Bessel-Potential auf alle {\displaystyle p\in [1,\infty )} erweitert werden.

### Integraloperator
Der Laplace-Operator kann auch als ein singulärer Integraloperator betrachtet werden, der durch den folgenden Grenzwert in {\displaystyle {\mathcal {X}}} definiert ist.
{\displaystyle (-\Delta )^{s}f(x)={\frac {4^{s}\Gamma (d/2+s)}{\pi ^{d/2}\Gamma (-s)}}\lim _{r\to 0^{+}}\int \limits _{\mathbb {R} ^{d}\setminus B_{r}(x)}{{\frac {f(x)-f(y)}{|x-y|^{d+2s}}}\,dy}}

### Generator der stark stetigen Halbgruppe
Mithilfe der fraktionalen Wärme-halbgruppe, das die Familie der Operatoren {\displaystyle \{P_{t}\}_{t\in [0,\infty )}} darstellt, können wir den fraktionalen Laplace-Operator durch dessen Generator definieren.
{\displaystyle -(-\Delta )^{s}f(x)=\lim _{t\to 0^{+}}{\frac {P_{t}f-f}{t}}}
Es ist zu beachten, dass der Generator nicht der fraktionale Laplace-Operator  {\displaystyle (-\Delta )^{s}} ist, sondern dessen Negativ {\displaystyle -(-\Delta )^{s}}. Der Operator {\displaystyle P_{t}:{\mathcal {X}}\to {\mathcal {X}}} ist definiert durch
{\displaystyle P_{t}f:=p_{t}*f},
wobei {\displaystyle *} die Faltung zweier Funktionen ist und {\displaystyle p_{t}:={\mathcal {F}}_{\xi }^{-1}(e^{-t|\xi |^{2s}})}.

### Harmonische Erweiterung
{\displaystyle {\begin{cases}\Delta _{x}u(x,y)+{\frac {\alpha ^{2}c_{\alpha }}{\alpha }}y^{2-{\frac {2}{\alpha }}}\partial _{y}^{2}u(x,y)=0,&{\text{für }}y>0,\\u(x,0)=f(x),\\\partial _{y}u(x,0)=Lf(x),\end{cases}}}
wobei {\displaystyle c_{\alpha }={\frac {2^{-\alpha }\left|\Gamma \left(-{\frac {\alpha }{2}}\right)\right|}{\Gamma \left({\frac {\alpha }{2}}\right)}}}